# Цюссов
Цюссов (нем. Züssow) — коммуна (нем. Gemeinde (община)) в Германии, в земле Мекленбург-Передняя Померания.

## Географическое положение
Цюссов расположен в 9 километрах северо-восточнее Гюцкова и в 17 километрах юго-западнее Вольгаста, а также удалён от Грайфсвальда на 21 километр в юго-восточном направлении. Площадь посёлка составляет 29,52 км².

## Административное деление
Цюссов входит в состав района Восточная Передняя Померания и подчинён управлению Цюссов.
Идентификационный код субъекта самоуправления — 13 0 59 110.
1 января 2005 года в состав Цюссова были включены посёлки Ранцин (нем. Ranzin) и Ольденбург (нем. Oldenburg).
В настоящее время община подразделяется на 6 сельских округов.
| - Непцин (нем. Nepzin) - Ольденбург (нем. Oldenburg) - Радлов (нем. Radlow) | - Ранцин (нем. Ranzin) - Туров (нем. Thurow) - Цюссов (нем. Züssow) |

## Население
Население Цюссова составляет 1522 человек (по состоянию на 31 декабря 2006). Средняя плотность населения 52 человека на км².
В пределах сельских округов жители распределены следующим образом.
| Цюссов Ранцин Непцин Туров Радлов Ольденбург | 1004 человека 216 человек 139 человек 75 человек 45 человек 43 человека |

## История
Первое поселение (Ранцин) на территории современного Цюссова возникло в 1228 году. Другие поселения позже включённые в Цюссов появились в начале XV века. Цюссов и все его районы имеют первоначально славянское происхождение, что и отражено в современных названиях районов.
С тридцатилетней войны и до 1815 года Цюссов находился под Шведским господством, а с 1815 года был включён в состав Пруссии.
В 1990 году посёлок вошёл в состав федеральной земли Мекленбург-Передняя Померания.
В 1855 году через деревню была проложена дорога (современное название федеральная дорога 111 (нем. Bundesstraße 111)) из Ярмена в Вольгаст, а в 1863 году железнодорожное сообщение Берлин — Штральзунд. В результате строительства участка железной дороги Цюссов — Вольгаст — остров Узедом посёлок стал важным пересадочным пунктом для туристов путешествующих на курорты Узедома.
В 1945 году, после окончания Второй мировой войны, евангелическая церковь основала в Цюссове своё представительство для ухода за душевнобольными и пожилыми людьми. С самого своего основания и по сей день данная организация является крупнейшим работодателем Цюссова и его окрестностей.

## Транспорт

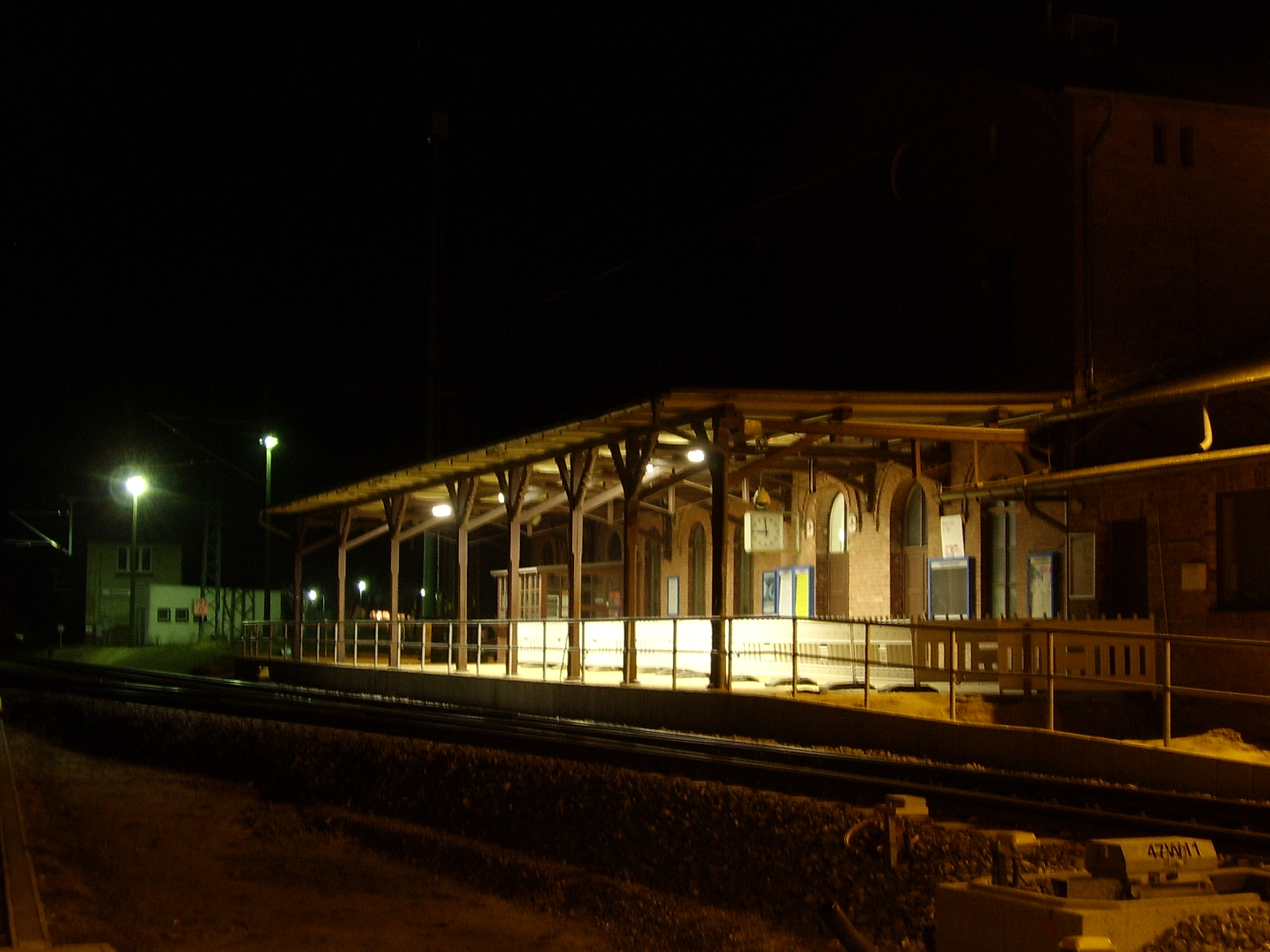
Вокзал Цюссова. Вид со стороны платформы.

Через посёлок проходит федеральная дорога 111 (нем. Bundesstraße 111 (B 111)), которая через 12 километров в западном направлении примыкает к автобану 20 (нем. Bundesautobahn 20 (A 20))

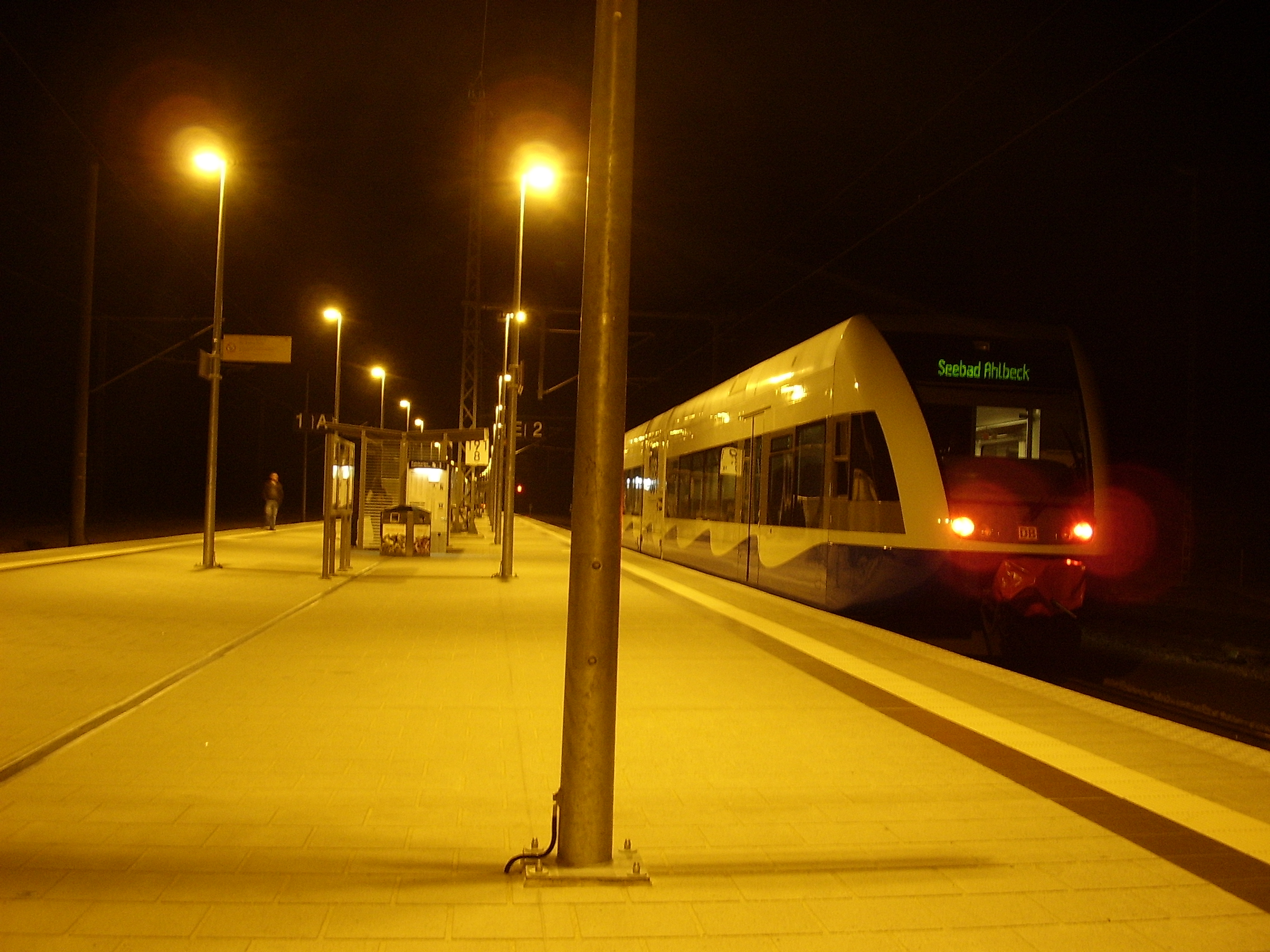
Платформа вокзала Цюссова, с поездом Узедомских курортных линий, отправляющимся на Альбек.

Цюссов расположен на участке железной дороги Берлин — Штральзунд к которому примыкает ветка Узедомских курортных линий в направлении на Вольгаст, Альбек, Цинновиц и Пенемюнде. Таким образом железнодорожный вокзал (в 2006 году, для увеличения пропускной способности и в целях санации, полностью перепланированы подъездные пути и посадочные площадки) в посёлке Цюссов является важным перевалочным пунктом, объединяющим железнодорожные перевозки федеральной и региональной сети в направлении острова Узедом, что позволяет обеспечить перевозку большого количества туристов в летнее время.

## Посёлки побратимы
- Вестеррёнфельд в земле Шлезвиг-Гольштейн.

## Достопримечательности
- Замок Ранцин (нем. Schloss Ranzin)
- Вилла Гранито (нем. Villa "Granito") конца XIX века в Ранцине
- Церковь в Ранцине с надгробной плитой рыцаря Хорна (нем. Ritter Horn) (XIV век)
- Церковь в Цюссове с кафедрой (1634 год) и алтарём с изображением двенадцати апостолов
- Переднепомеранский сельскохозяйственный музей в Цюссове
- Могильный курган бронзового века возле Ранцина
- Средневековая башня на холме в Ранцине
- Средневековая башня на холме в Цюссове (в парке)
- Королевский дуб (нем. Königseiche) в Ольденбургском лесу